# Schlacht am Berg Song
Japanische Eroberung 1941/42

Bilin – Sittang – Pegu (Taukkyan) – Rangun – Yunnan-Burma-Straße (u.a. Tachiao – Oktwin – Toungoo – Yenangyaung – Lashio I)
1942/43

Burma-Kampagne 1942–1943

Arakan I – The Hump – Chindits
1944

Schlacht um Nordburma und West-Yunnan 1943–1945

Burma-Kampagne 1944

Arakan II – Ha-gō – Lashio II – Sangshak – Myitkyina – U-gō (Imphal – Kohima – Tennisplatz) – Mogaung – Song shan/Huitong-Brücke – Dan-gō
1944/45

Burma-Kampagne 1944–1945

Bhamo – Arakan III (Kangaw und Höhe 170 – Ramree) – Meiktila/Mandalay – Pakokku – Lashio III – Tanlwe Chaung – Operation Dracula – Sittang
Die Schlacht am Berg Song (chin.: 松山战役), auch Schlacht um Ramou (jap.: らもう), bzw. Schlacht um die Huitong-Brücke genannt, fand zwischen dem 4. Juni und dem 7. September 1944 im Rahmen des Burmafeldzugs während des Pazifikkriegs im Zweiten Weltkrieg statt.
„Song-shan “ auf Chinesisch oder „Matsuyama“ (松山) auf Japanisch bedeutet Kiefernberg.

## Das Schlachtfeld
Song-shan gehört zum Gaoligong-Gebirge und liegt im Kreis Longling, Stadt Baoshan, in der westchinesischen Provinz Yunnan. Der Gipfel des Berges liegt 2200 Meter über dem Meeresspiegel. Die Hänge sind steil und das Gelände ist sehr kompliziert. Song-shan ist der Schlüsselpunkt der Burmastraße und in Asien als „Gibraltar“ bekannt.
In der Nähe liegt die zerstörte Brücke bei Huitong über den Saluen mit hohen Bergen auf beiden Seiten, die wie ein natürlicher Brückenkopf geformt sind und die Burmastraße überspannen. Mit der Einnahme der Festung auf dem Song-shan kann die Initiative auf dem Schlachtfeld des Saluen ergriffen werden und gleichzeitig die Burmastraße passiert werden, um dort den Landtransport der alliierten Hilfe zum chinesischen Schlachtfeld wiederherzustellen.
Das Ziel der Japaner bestand darin, die Frontlinie in Nordburma zu halten, die Burmastraße geschlossen zu halten und jegliche Landversorgung nach China zu blockieren. Abgesehen von aggressiven Patrouillen führte die Garnison in Ramou seit 1942, nachdem die nationalchinesischen Truppen das Gebiet verlassen hatten, ein größtenteils ereignisloses Dasein. Chinesische Streitkräfte kontrollierten nominell das Ostufer des Saluen und liefen Patrouillen auf der Westseite des Flusses, die sich die Bergketten auf und ab bewegten. Es kam zwar ab und an zu Zusammenstößen mit japanischen Patrouillen, aber zwei Jahre lang herrschte in Ramou relativer Frieden.
Dies Verteidigungsstellungen auf dem Song-shan verfügten über Positionen und Beobachtungsposten, die auf geografischen Merkmalen basierten. Alle boten hervorragende ineinandergreifende Feuerfelder und konnten jeden Feind, der sich praktisch von jeder Seite näherte, indirekt oder direkt beschießen. Ramou konnte somit nicht flankiert werden. Es machte kaum einen Unterschied, wo die Nationalrevolutionäre Armee Chinas den Fluss überqueren würde, da die Burmastraße nicht genutzt werden konnte, bis alle Stellungen entlang dieses Bergrückens vom Feind geräumt waren.

## Vorgeschichte
Im Jahr 1944 war der Burmafeldzug in die Phase einer strategischen Gegenoffensive eingetreten. Um die Burmastraße auf dem chinesischen Schlachtfeld zu öffnen, versammelte der chinesische Oberbefehlshaber die 11. und 22. Armeegruppe in West-Yunnan, insgesamt 6 Armeen und 18 Divisionen, plus insgesamt mehr als 230.000 Artillerie- und Frachteinheiten die der Y-Force unterstellt wurden. General Wei Lihuang wurde zum Oberbefehlshaber ernannt um einen vollständigen Gegenangriff gegen die im Westen von Yunnan stationierten japanischen Truppen vorzubereiten.
Die japanische 56. Division unter dem Kommando von Generalleutnant Matsuyama Yūzō war über Süd-Yunnan verteilt und verteidigte auch andere Punkte im Westen und etwas nördlich. Die Stellungen in der Dong-Ting-Region nordwestlich von Ramou hielten die Chinesen davon ab, direkt über Dschungelpfade in Richtung Myitkina anzugreifen. Auf japanischer Seite wurde angenommen, dass eine kleinere Garnison ausreichte, um Ramou zu halten. Der Großteil davon kam vom 113. Regiment und unterstützenden Einheiten, das Kommando von Ramou hatte Major Kanemitsu Keijirou.
Im Mai befahl Wei Lihuang den Hauptstreitkräften der beiden Armeen die Japaner bei Tengchong anzugreifen um schnellstmöglich mit der indischen Armee Kontakt aufzunehmen. Zudem entsandte er einige Truppen in Richtung Longling, um japanische Verstärkungen zu verhindern.
Mit der Hilfe amerikanischer Techniker, taktischer Operationsberater und gelieferter Vorräte überquerte die Y-Force ab dem 11. Mai 1944 den Saluen. Mittels 398 amerikanischer Schlauchboote und unzähligen Bambusflößen überquerten am ersten Tag etwa 40.000 chinesische Soldaten den Fluss. In den nächsten Tagen folgten weitere 60.000 Soldaten und Tausende von Lasttieren mit Vorräten.
Da der chinesische Kampfplan jedoch schon lange den Japanern bekannt war, marschierte die japanische Armee vorzeitig zur Verstärkung der Verteidigungskräfte ein. Alle Einheiten von Wei Lihuang konnten Tengchong nicht angreifen und die Offensivtruppen erlitten schwere Verluste. Wei Lihuang blieb jetzt keine andere Wahl, als den Song-shan -Feldzug mit einer neuen Planung zu starten, da er wusste, dass der Schlachtplan der japanischen Armee vollständig bekannt war.

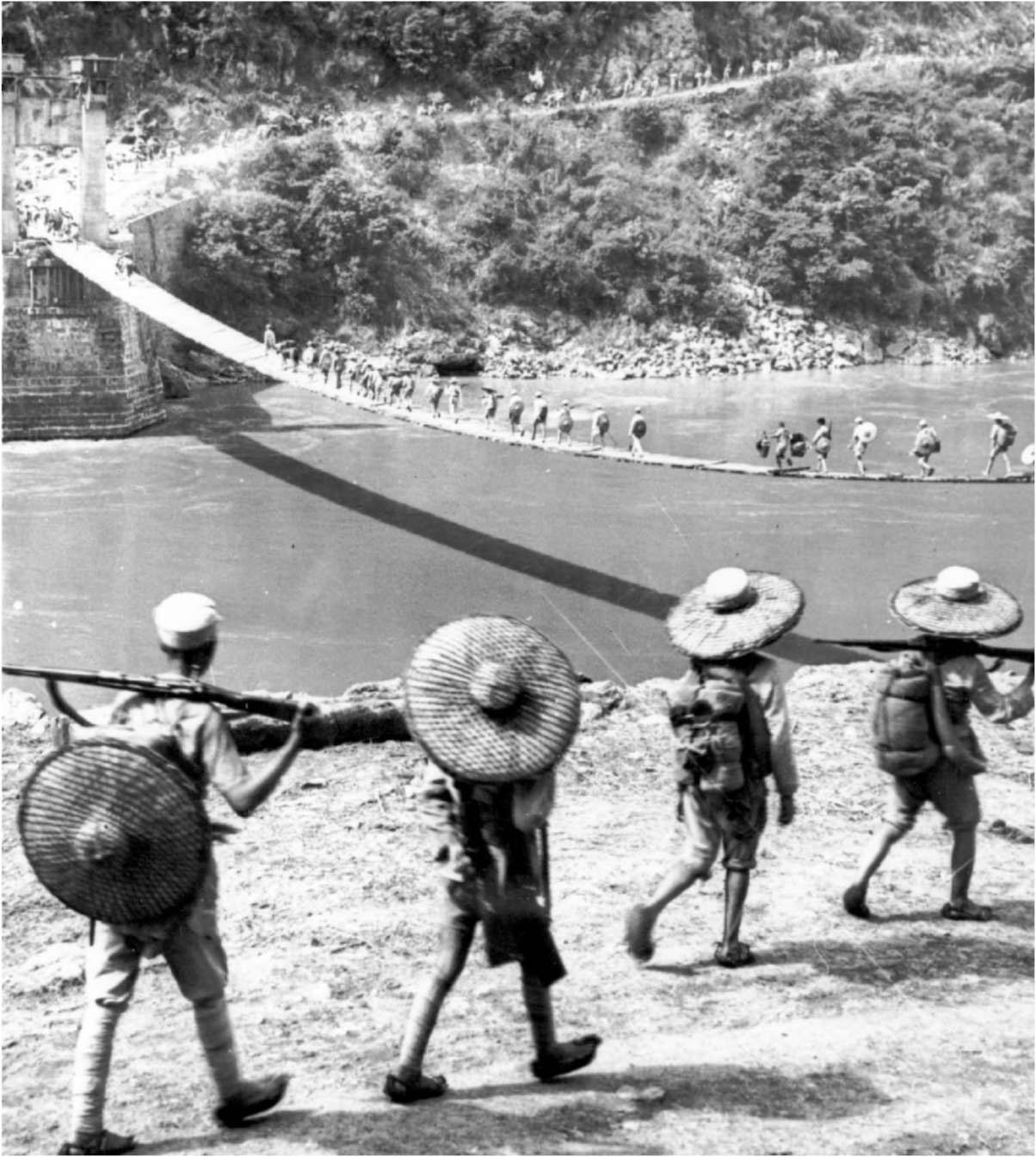
Nationalchinesische Einheiten überqueren die Huitong-Brücke

## Die Schlacht
Als die chinesischen Einheiten einen Brückenkopf gesichert hatten, begannen sie mit dem Wiederaufbau der Huitong-Brücke. Zuerst nur mit Unterflurkabeln, die den Infanteristen und Maultieren die Überquerung ermöglichten, während am Ostufer ein neuer Brückenturm gebaut wurde.
Der Angriff auf Song-shan  begann am 4. Juni 1944. Wei Lihuang hatte ursprünglich geplant, Song-shan  innerhalb einer Woche einzunehmen, doch die Festung erwies sich als äußerst schwer zu erobern. Die japanischen Streitkräfte hatten sich dort bereits lange vor dem Feldzug eingegraben, und ein komplexes Netzwerk von durch Schützengräben miteinander verbundenen Befestigungsanlagen durchzog den Berg. Allein der Angriff auf die Außenbefestigung durch die 71. Armee unter dem Kommando von Generalmajor Zhong Bin forderte schwere Verluste. Die Chinesen begannen mit dem Ausheben von Angriffsgräben, die nach oben hin mit Metallplatten abgedeckt waren, während die Japaner sie von oben mit Mörsern beschossen.

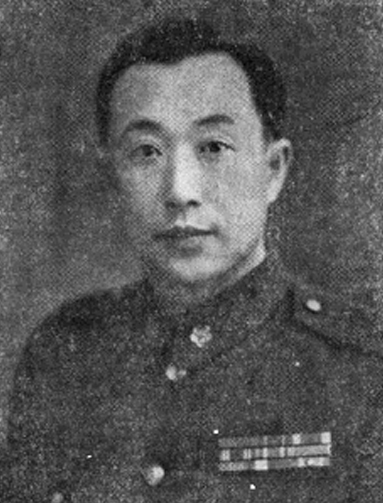
Li Mi

Die Kämpfe zogen sich über mehr als drei Monate hin, wobei besonders eine Straßenblockade bei Song-shan heftig umkämpft war. Generalissimus Chiang Kai-shek war über die langwierige Schlacht sehr verärgert und so schickte er den Kommandeur der 71. Armee, Zhong Bin, direkt vor das Militärgericht. General Wei Lihuang befahl der 8. Armee unter Generalmajor He Shaozhou dringend, die Kämpfer am Song-shan zu verstärken. He Shaozhou verfügte zu diesem Zeitpunkt allerdings nur über eine Division, da der Rest seiner Armee auf mehrere Schlachtfelder verstreut war. So schickte er nur eine Abteilung nach Song-shan. Nach einer Intervention durch He Shaozhou übernahm der stellvertretende Kommandant, Oberst Li Mi, das volle Kommando über die 8. Armee. Li Mi reorganisierte alle kampffähigen Truppen um Dauerangriffe auf die japanischen Verteidiger ausüben zu können, doch auch nach Wochen und unter schwerem Artilleriebeschuss der chinesischen Nationalarmee ergaben sich die Japaner nicht.
Mit drei Tonnen TNT in bis zu 70 Kisten verpackt, die von den USA geliefert wurden, sprengten die Chinesen am 20. August 1944 um 9:05 Uhr den Berggipfel schließlich in die Luft. Auch danach gab es noch japanischen Widerstand und der Berg Song wurde erst am 7. September erobert. Der Sieg wurde auf Kosten von 7600 gefallenen chinesischen Soldaten und etwa 3000 gefallenen japanischen Verteidigern errungen. Bis auf neun (sieben nach japanischen Quellen) Gefangene wurde die japanische Truppe von den Chinesen vernichtend geschlagen. Nach der Eroberung des Song-shan  wurde eine Gruppe von Frauen gefunden, die von der japanischen Armee als „Trostfrauen“ gefangen gehalten wurden.

## Folgen der Schlacht
Die chinesische Armee konnte erst nach der Eroberung des Song-shan  bis nach Longling vordringen. Nach dem Fall von Song-shan  dauerte es noch fast zwei Monate, um die schwer verteidigte japanische Garnisonsstadt Longling zurückzuerobern.
Die Schlacht am Berg Song ist in der westlichen Historie kaum bekannt, da es sich um eine Schlacht an einer der sogenannten „vergessenen Fronten“ des Zweiten Weltkriegs handelte, und in China, weil es sich um eine Schlacht handelte, die von der Nationalrevolutionären Armee der Kuomintang gewonnen wurde und daher aus der offiziellen Geschichtsschreibung des Landes gestrichen wurde.

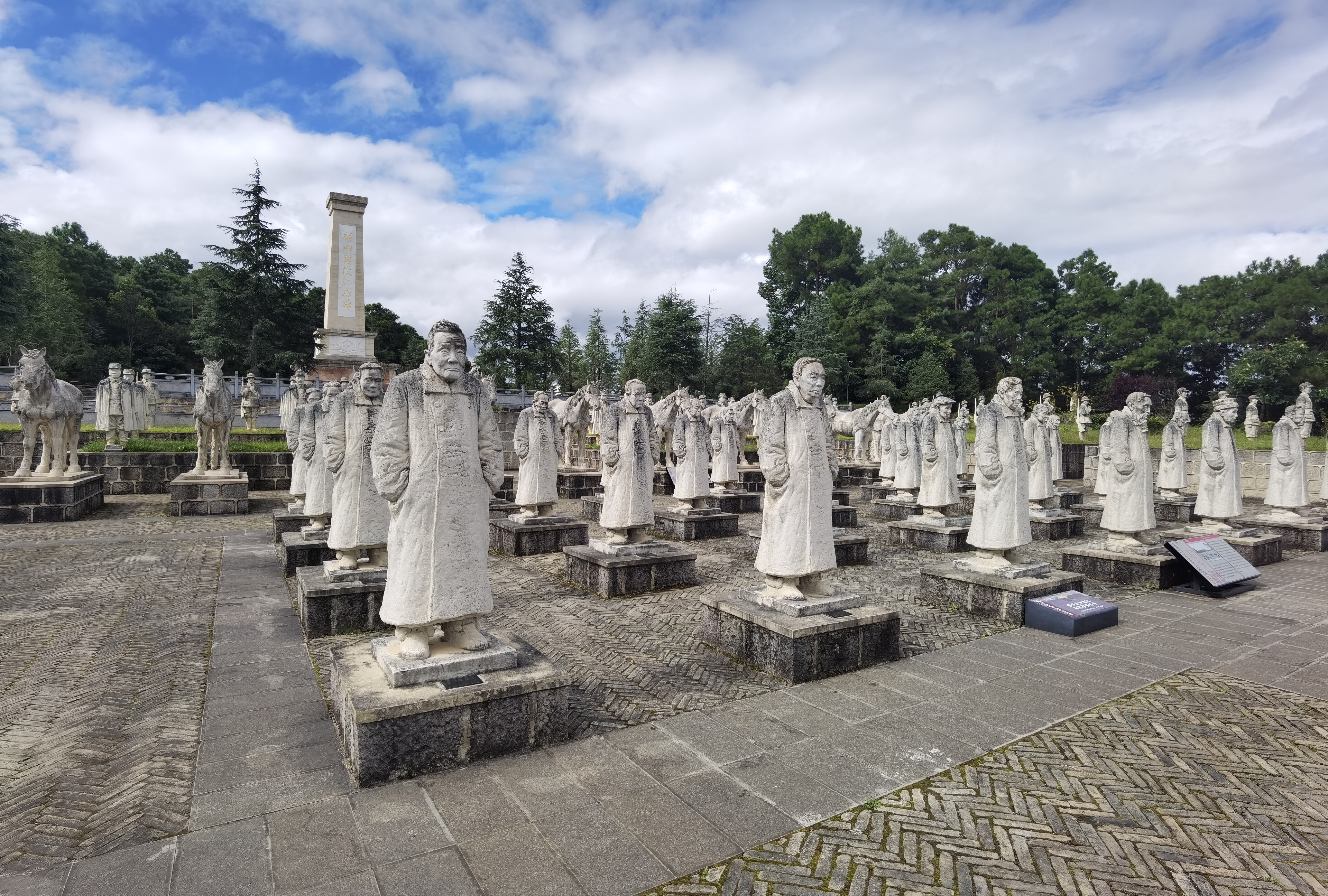
Skulpturen der chinesischen Kämpfer im neu errichteten Song-shan Denkmal

Die Kuomintang errichteten zum Gedenken an die Schlacht auf dem Song-shan  ein Denkmal, das jedoch später während der Kulturrevolution von den Roten Garden abgerissen wurde. Aus den Trümmern des Denkmals entnommene Steinplatten wurden für den Bodenbelag einer örtlichen Schule wiederverwendet. 2004 wurden einige der Steine ein zweites Mal recycelt und für die Rekonstruktion des Denkmals verwendet. 2013 wurde ein neues Denkmal errichtet. Die Nachbildung der gealterten, überlebenden Soldaten der Nationalchinesischen Armee ist von den Terrakotta-Kriegern in Xi’an inspiriert und besteht aus Beton.
Die Huitong-Brücke über den Saluen ist heute als Denkmal erhalten. Die heutige Bauform stammt aus dem Jahr 1950, als der östliche Brückenkopf wieder neu errichtet wurde. 1977 wurde nur einige hundert Meter flussabwärts eine neue Brücke gebaut.